# Vibrac, Charente-Maritime

Vibrac este o comună în departamentul Charente-Maritime, Franța. În 1 ianuarie 2022 avea o populație de 159 de locuitori.